# Euphorbia erythradenia
Euphorbia erythradenia är en törelväxtart som beskrevs av Pierre Edmond Boissier. Euphorbia erythradenia ingår i släktet törlar, och familjen törelväxter. Inga underarter finns listade i Catalogue of Life.